# (2433) Sootiyo
(2433) Sootiyo (1981 GJ; 1939 KA; 1960 KA; 1969 QF; 1974 VZ1; 1978 SG6; 1978 UL) ist ein ungefähr sieben Kilometer großer Asteroid des inneren Hauptgürtels, der am 5. April 1981 von dem US-amerikanischen Astronomen Edward L. G. Bowell am Lowell-Observatorium, Anderson Mesa Station (Anderson Mesa) in der Nähe von Flagstaff, Arizona (IAU-Code 688) entdeckt wurde.

## Benennung
(2433) Sootiyo wurde nach einem Begriff aus der Sprache der Hopi benannt, die zur Pueblo-Kultur gehören. Sootiyo bedeutet „Sternenjunge“. Die Benennung hat damit den gleichen kulturellen Hintergrund als die Benennung des Asteroiden (2432) Soomana.